# Gacko
Gacko je općina na jugoistoku Bosne i Hercegovine.

## Zemljopis
Gacko, za razliku od Nevesinja čije ime potječe od latinske riječi ili slavenske, ime dolazi od gotske. Ovuda su u ranom srednjem vijeku hodali Goti pa su i u imenu ovoga mjesta ostavili uspomenu na sebe.

## Stanovništvo

### Popisi 1971. – 1991.
| Stanovništvo općine Gacko |                |                |                |
| godina popisa             | 1991.          | 1981.          | 1971.          |
| Srbi                      | 7534 (61,74 %) | 6215 (60,46 %) | 7634 (63,44 %) |
| Muslimani                 | 3858 (35,76 %) | 3424 (33,31 %) | 4184 (34,77 %) |
| Hrvati                    | 3 (0,26 %)     | 21 (0,20 %)    | 15 (0,12 %)    |
| Jugoslaveni               | 84 (0,77 %)    | 346 (3,36 %)   | 20 (0,16 %)    |
| ostali i nepoznato        | 156 (1,44 %)   | 273 (2,65 %)   | 180 (1,49 %)   |
| ukupno                    | 10.788         | 10.279         | 12.033         |

#### Gacko (naseljeno mjesto), nacionalni sastav
| Gacko              |                |                |               |
| godina popisa      | 1991.          | 1981.          | 1971.         |
| Muslimani          | 2253 (49,14 %) | 1235 (47,46 %) | 776 (48,37 %) |
| Srbi               | 2144 (46,77 %) | 1100 (42,27 %) | 776 (48,37 %) |
| Hrvati             | 28 (0,61 %)    | 17 (0,65 %)    | 10 (0,62 %)   |
| Jugoslaveni        | 78 (1,70 %)    | 207 (7,95 %)   | 15 (0,93 %)   |
| ostali i nepoznato | 81 (1,76 %)    | 43 (1,65 %)    | 27 (1,68 %)   |
| ukupno             | 4584           | 2602           | 1604          |

### Popis 2013.
| Stanovništvo općine Gacko |                |
| godina popisa             | 2013.          |
| Srbi                      | 8556 (95,17 %) |
| Bošnjaci                  | 369 (4,10 %)   |
| Hrvati                    | 15 (0,17 %)    |
| ostali i nepoznato        | 50 (0,56 %)    |
| ukupno                    | 8990           |

| Gacko – naseljeno mjesto |                |
| godina popisa            | 2013.          |
| Srbi                     | 5302 (99,28 %) |
| Hrvati                   | 13 (0,12 %)    |
| Bošnjaci                 | 13 (0,12 %)    |
| ostali i nepoznato       | 35 (0,65 %)    |
| ukupno                   | 5363           |

## Naseljena mjesta
Općinu Gacko sačinjavaju sljedeća naseljena mjesta:
Avtovac, 
Bahori, 
Bašići, 
Berušica, 
Brajićevići, 
Branilovići, 
Cernica, 
Čemerno, 
Danići, 
Dobrelji, 
Domrke, 
Donja Bodežišta, 
Dramešina, 
Dražljevo, 
Drugovići, 
Dubljevići, 
Fojnica, 
Gacko, 
Gareva, 
Gornja Bodežišta, 
Gračanica, 
Gradina, 
Hodinići, 
Igri, 
Izgori, 
Jabuka, 
Jasenik, 
Jugovići, 
Kazanci, 
Ključ, 
Kokorina, 
Kravarevo, 
Kula, 
Lipnik, 
Lončari, 
Luka, 
Lukovice,
Ljeskov Dub, 
Medanići, 
Međuljići, 
Mekavci, 
Melečići, 
Miholjače, 
Mjedenik, 
Mrđenovići, 
Muhovići, 
Nadinići, 
Novi Dulići, 
Platice, 
Poda, 
Pridvorica, 
Pržine, 
Ravni, 
Rudo Polje, 
Samobor, 
Slivlja, 
Soderi, 
Srđevići, 
Stambelići, 
Stari Dulići, 
Stepen, 
Stolac, 
Šipovica, 
Šumići, 
Ulinje, 
Višnjevo, 
Vratkovići, 
Vrba, 
Zagradci, 
Zurovići i 
Žanjevica.

## Povijest
Staro ime Gacka je Metohija.
Vrela ga prvi put spominju od 1276. godine kao lokacija okršaja kralja Uroša Nemanjića i njegova sina Dragutina. Gatačka župa nalazila se u oblasti Podgorje, u Travunji. Od 14. je stoljeća dio srednjovjekovne države Bosne. Pripadala je plemenitašima Hranićima, iz kojih su nastale Kosače i koji su okupili svoje zemlje u Hercegovinu. U razvijenom srednjem vijeku važna postaja na trgovačkom putu od koji je vodio od Dubrovnika kroz istočnu Hercegovinu dalje u dubrovačke trgovačko-rudarske kolonije u Podrinje te dalje ka Carigradu. Osmanska osvajanja zahvatila su istočnu Hercegovinu u 15. stoljeću. 
Pod osmansku okupaciju pao je studenoga 1465. godine. Islamizacija je išla različitim tijekom. Prvi muslimani ovog kraja kao i drugdje na rubu Hercegovine bili su iz redova osvajača, janjičara i spahija. Podrijetlo nije baš izvjesno, Više muslimanskih obitelji sačuvali su predaju o predcima iz Turske koji su došli polovinom 15. stoljeća. U početku nije bilo snažnih pritisaka za islamizaciju. Onda je došlo vrijeme kad je jedan musliman iz Trebinja zacrtao si za cilj sve islamizirati, pri čemu se služio nasiljem. Nekad su cijele obitelji prelazile, nekad samo dio obitelji. Od prvih godina islamske vlasti ovdje je bio karavansaraj na Dubrovačkom putu, ali nije poznata njegova točna lokacija, kad je prestao raditi i kad je srušen. Gacko je bilo sjedište nahije već 1468./1469., kad ju spominjue zbrojni popis Bosanskog sandžaka. Pripadala je tad kadiluku Foči li Drini. Nakon 70-ak godina, od 1532. pripada kadiluku Cernici. Za vrijeme Kandijskog rata ovim je krajevima harao i palio Bajo Pivljanin. Od 1833. do 1851. na vlasti je bio Ali-paša Rizvanbegović i tad je Gacko bilo hercegovačka krajina (serhat). 1858. postao je središte kadiluka, tek nakon više od tri stoljeća. 1832. Mehmed-beg Turhanija vodio je borbe protiv Smail-age Čengića ovdje i tad je skoro cijelo Gacko izgorilo. Od 1867. je imalo poštu. Seljaci su se zbog poreznih opterećenja bunili, čak i muslimani. Zakup desetine je bio glavni motiv predstojećeg skorog ustanka, a srž tog pokreta bila je želja za potpunim uništenjem tamošnjega zaostalog feudalnog poretka. Studenoga 1874. počele su prve bune. 1874./1875. bila je vrlo oštra i duga zima u Bosni i Hercegovini. Sniježni pokrivač pokrivao je zemlju još u travnju. Sijeno se nije moglo prevoziti, stoka je masovno ugibala, nije se moglo orati zemlju i upitna je bila nova žetva. Pojavila se glad. Porta, i sama u financijskim problemima, Gacku i Nevesinju morala je pružiti novčanu pomoć. Uz to su dolazili zakupci koji su nemilice svim sredstvima utjerivali seljakov dug prema državi: pljačke, otimanje, premlaćivanje, silovanja, ubojstva i dr. Kad je izbio kršćanski ustanak u Hercegovini 1875., ustanici su zapalili sedam kula 13. kolovoza te istovremeno zauzeli Vrbu i srušili i zapalili oko trideset kula. Kratko vrijeme pred oslobađanje od osmanske vlasti, bio je središte istoimenog sandžaka, od studenoga do prosinca 1875. godine. Sjeverno od Gacka na brdu Ponikvama podignuta je vojarna (kršla) i 1876. nekoliko šanaca. Kod vojarne je bio harem gdje su ukopavani umrli vojnici. Grobni natpisi i spomenici poslije su uništeni. Prvu džamiju u Gacku dao je podići Mehmed-spahija Zvizda(Zvizdić) 1760. godine, rođenjem kršćanin imena Đuro. Vakif Mehmed-spahija prije islamiziranja za kojim je posegao iz motiva osvete nad muslimanom, bio je knez u Metohiji (Gacku) i ugledan i bogat feudalac s velikim posjedima u gradu i okolini. Stoku je gonio na selo Vrbu preko ljeta. Njegovi potomci Agovići živjeli su tu do 1882. godine, zatim prodali sve posjede Srbima i iselili. Prva džamija bila je mala, od slaba materijala i bez minareta. Često je bila rušena i obnavljana. Još je u Gacku bio mekteb uz nju, na mjestu Slavlja ,nedaleko od istoimenog izvora. Za održavanje džamije vakif ostavio je dućan, vrt, njivu i tri harema čije nekretnine su površine 42500 metara četvornih. Prihodi tih nekretnina davali su plaće imamu, mujezinu i opravljala se džamija. Zvizdićeva džamija bila je krajem 19. stoljeća vrlo dotrajala da je bila opasno i nesigurno mjesto za vjerski obred. 
Zemaljska vlada za BiH dala je novce za izgradnju a u materijalu za pomoć je dala građu od 1895. porušene vojarne (kršle) u Gacku. Pridonijeli su i muslimani Gacka i okoline novcem i građevnim materijalom te je cestar Šremer 1896. godine, na temeljima stare podigao novu džamiju. Dovršenjem džamije Zemaljska vlada za BiH zapovijedila je da se ovdje otvori mektebi ibtidaija te je za to uzeta je u najam lijepa zgrada kod džamije. Minaret je dodan poslije. Jedan je mekteb podigao bojnik Šukri-beg i prvi je spomen 1874., a tad su u gatačkom bila još tri mekteba. Muslimani su te godine pokrenuli akciju da se sibjan-mekteb pretvori u ruždiju i učitelju odredi plaća iz državne blagajne, no molba je odbijena jer Gacko je imalo manje od 500 muslimanskih kuća. Za osmanske vladavine podignuto je više kula od jedan do tri kata visine. Bilo je i pet harema, poslije zatrpanih i tri su 1960-ih otkopana i na njima podignute stambene i gospodarske zgrade. Za osmanske vlasti iz Crne Gore stalno su upadali uskoci i hajduci te pljačkali, otimali i palili. Zbog tih stalnih upada iz gatačke nahije brojne su muslimanske obitelji, još od prvih dana osmanske vlasti napuštale domove u ovoj nahiji i selili u sigurnija naselja. 1878. godine Austro-Ugarska je oslobodila Hercegovinu od osmanske vlasti. Kad se 1881. podizala pravoslavna crkva, a neki su muslimani dali novce 1882. godine za gradnju te crkve. Za svoje su bolesne bolesnima dovodili pravoslavne svećenike da ih liječe i čitaju molitve. Murat Zvizdić je 1892. dao podići zgradu Mejtefa, gdje je bila mektebi-ibtidaija, mualimov stan i dućani.
Od uspostave Župe Nevesinje 1899. Gacko administrativno pripada župi Trebinje u Trebinjsko-mrkanskoj biskupiji, no nevesinjski župnici pastoriziraju i katoličku zajednicu ovog kraja, a danas je Gacko administratura. Katoličko groblje blagoslovljeno je 1902. godine, danas zapušteno. Projekt za gradnju katoličke crkvice u Gackom izrađen je 1907. godine, no sve nedaće koje su uslijedile zaustavile su taj projekt do danas. Sve do 1941. u Gackom je, kao i u Foči i u Nevesinju, djelovala podružnica Hrvatskoga kulturnog društva Napredak, potom Matica hrvatska, Hrvatska čitaonica s tamburaškim zborom. Danas Gacko ima vrlo malu zajednicu od tek dvadesetak vjernika.  1905. osnovana je Muslimanska čitaonica.
U NDH je prema administrativnoj podjeli bio na sjeveru Velike župe Dubrava sa sjedištem u Dubrovniku, a Gacko je bio sjedište kotara. Istočno je bila Crna Gora. U kotaru su veća dva mjesta bila Avtovac i Gacko. Broj Srba i Hrvata muslimana bio je podjednak, a Hrvata katolika zanemariv.
Talijanske snage zaposjele su Gacko. Napustile su ga 27. svibnja, a umjesto njih istog dana stigla je skupina od šesnaest ustaša predvođenih Hermanom Tongalom-Krešom, koja je sudjelovala u formiranju ustaških postrojba i u uspostavljanju »ove vlasti. Ustaški povjerenik za Gacko postao je Herman Tongal. Nakon što je preuzeo vlast, u Borač je na dužnost uputio Marijana Banovca na dužnost zapovjednika oružničke postaje u Šipovici. Profesor Alija Šuljak je u to vrijeme boravio u tim krajevima pomagajući oko formiranja vlasti NDH. Ustaše su održale konferenciju u oružničkoj postaji, na kojoj su ustrojili ustašku bojnu. Iz Gacka je Banovac za naoružanje ustaša pribavio 200 pušaka, 12 puškomitraljeza, 3 mitraljeza i veliku količinu streljiva. Ubrzo je bila druga konferencija. Na toj konferenciji izabrani su zapovjednici satnija. Marijan Banovac je izabran za zapovjednika bojne, a za zamjenik Meho Salčić. Ustašama i pristalicama ustaškog pokreta podijeljeno je oružje. Formiranje postrojbi Ustaške vojnice izvedeno je kao u ostalim dijelovima Hercegovine. Gackom je predstavljalo poteškoću što je bio komunikacijski nevažan i posada iz Nevesinja nije imala interesa intervenirati izvan svog operativnog područja, što je značilo da je Gacko bilo prepušteno samom sebi. Zbog važnosti komunikacije, često je Banovac sa svojom posadom intervenirao na području susjednih kotara. Banovčeve ophodnje bile su sastavljene od tamošnjih oružnika i muslimanske milicije.
Konfiguracija područja, velik postotak Srba, blizina crnogorske granice stvorila je preduvjete za prvi ustanak u NDH, koji je izbio baš u ovom kotaru. Lipanjski ustanak četnika se s mukom primirilo. Četnici su vršili pokolje pučanstva širom istočne Hercegovine. Vršili su ih četnici biv. jugoslavenske vojske, koji su se iz Mostara povukli u travnju, te mjestni jugosokoli Čede Milića. Četničke snage bile su jake oko šest tisuća, uz pratećih desetak tisuća pljačkaša. Hrvatske snage nisu bile niti pola tisuće, pa su s dragovoljcima jedva skupili tisuću ljudi za obranu. Na brzinu su postrojene dvije postrojbe, jednu je vodio ustaškim satnikom-povratnik Mijom Babićem, a drugi Anto Žličarić, nadporučnik. Drugi je došao do Buska, no zbog mnogo jačeg neprijatelja morao se vratiti. Babić je uspio odbiti četnike od Čapljine, probiti se od Stoca do Berkovića, ka Nevesinju, gdje je bio jak pobunjenički otpor i tu je poginuo dne 4. srpnja 1941. skupa s ustaškim častnikom Antom Pogorelcem, a postrojba mu se vratila. Za suzbijanje srbskog ustanka u Mostar je stigla domobranska pukovnija pod zapovjedničtvom generala Milana Prpića i nastupala prema Nevesinju, Gacku i Bileći. Ustaški satnik-povratnik Ivan Herenčić istovremeno je osnovao je Mostarsku ustašku bojnu. Tim svim snagama četnici su u početku pružali otpor, a potom se povukli u udaljena sela. Uz pomoć posebnog izaslanika hrvatske vlade, generala Vilka Begića hrvatski vođe uspostavili su vlast u kotarskim središtima Nevesinju, Gackom i Bileći. Talijanski general Lusana ništa nije poduzeo proti četnicima, nego je čak s njima sklopio politički i vojnički savez. Proturječno je da je zapovjedniku posade u napadnutom Nevesinju potpukovniku Franji Šimiću jedini suradnju ponudio major Rade Hamović (kasniji partizanski general), inače zapovjednik četnika u Fojnici kod Gackog.
1941. sredinom rujna u sklopu zauzimanja južnog područja NDH (tzv. II. i III. zone), zauzela je Gacko talijanska postrojba. Otada su u Avtovcu i Gacku talijanske posade iz sastava 32. divizije Marche. Talijanski vojnici širilisu glasine da će istočna Hercegovina pripasti Crnoj Gori. Hrvatske snage u Gacku bile su domobranstvo, oružništvo i njima podređene seoske milicije iz okolnih muslimanskih sela. Gacko je bio dio Vojne krajine NDH. Oružničke postaje bile su još u selima Međulići, Ključ i Šipovica. Domobrani i oružnici formalno su bile podređene svojim matičnim postrojbama iz Bileće, no zbog odsječenosti bile su prepuštene same sebi. Ustaška vojnica nije ovdje bila nazočna od rujna 1941. Zbog komunikacijske nevažnosti, gacki je kotar bio gotovo nebitan pa posada iz Nevesinja nije bila primarno zainteresirana intervenirati izvan mjesta. Za obranu gatačkog kotara bila je ključna komunikacija koja je povezivala Foču s Kalinovikom, te odatle s Ulogom i Nevesinjem, pa je obrana Gacka bila upravljena ka zapadu i sjeveru i usko surađivati s posadama u Foči, Kalinoviku, Ulogu i Nevesinju radi sigurnosti prirodne brane, Borča. Prirodna obrana Gacka bio je Borač. Stoga je hrvatska posada kad je planirala obranu grada držala se one da je Gacko obranjivo onoliko dugo koliko je Borač neosvojen od ustanika i zato je bilo bitno čuvati ta uporišta.
Nevažno Gacko postalo je prometno ključno kad su 5. prosinca četnici zauzeli cijeli fočanski kotar izuzev Kalinovika. 24. prosinca opasnost je postala neposredna, što se osjetilo zbog vala od 3500 muslimanskih izbjeglica pred četnicima s južnog dijela fočanskog kotara koji su se slili u Borač. Gatačka se posada i posade okolnih oružničkih postaja nosile su se dotadašnjim napadima, jer su popunu izdvojenim posadama davali mjesni muslimani ili veći hrvatski i talijanski garnizoni iz Kalinovika, Nevesinja ili Gacka. Pad Foče, priljev izbjeglica, dolazak malobrojne demoralizirane fočanske posade koja se bez borbe povukla, spoznaja o brojnosti neprijatelja koji je brzo mogao prodrijeti i osvojiti izolirane postaje, poput fojničke koja je pala 2. siječnja 1942. te vijesti o suradnji s četnicima pojačale su psihozu. Borač je postao najjača sigurnost Gackom u vojnom i psihološkom smislu. Da bi se izvidila situacija, zapovjednik oružničkog voda u Gackom Đuro Kindel još je krajem prosinca pošao s većom skupinom oružnika, da spriječi dalje nadiranje četnika i komunista. Zapovjednik šipovičke postaje Marijan Banovac nekoliko dana prije je s ophodnjom od oružnika i milicionara iz borčanskih sela izvidio planine između Foče i Borča i uvjerio se da su srpska sela dobro naoružana i spremna za napad, pritom se sukobivši s naoružanim stanovnicima (u izvješću: četnici) u Popovom Mostu i Ljubinji i zbog jakog pritiska Banovčeva ophodnja bila je prisiljena vratiti se u Borač. Budući da su fojničku postaju napali naoružani stanovnici okolnih srpskih sela, zapovijedio je Kindel da ophodnja smije spaliti selo ako naoružani stanovnici tog sela napadnu ophodnju tijekom izviđanja.

## Gospodarstvo
- Termoelektrana u Gacku

## Poznate osobe
- Iz sela Kazanci je podrijetlom Osman-paša Bošnjak.
- Iz sela Slivlja je podrijetlom Vuk Drašković, srpski političar.
- Aleksa Buha, srpski filozof, prevoditelj, akademik ANURS, ratni ministar Republike Srpske, diplomat, senator Republike Srpske
- Admir Ćatović, švedski nogometaš
- Dejan Drakul, bosanskohercegovački nogometaš
- Vukota Govedarica, srpski političar, narodni zastupnik u Narodnoj skupštini Republike Srpske i predsjednik Srpske demokratske stranke
- Vasilj Grđić, srpski nacionalni, politički i kulturni radnik
- Risto Grđić, vodeći ekonomski i pravni stručnjak Srpske pravoslavne crkve, pročelnik Upravnog odbora i direktor Kancelarije Srpske patrijaršije, desna ruka trojice srpskih patrijarha prije i poslije Drugog svetskog rata, ugledni bankar, marljivi prosvjetitelj i narodni zastupnik, sa svojim kumom dr Perom Slijepčevićem idejni tvorac i glavni pisac Memoranduma SPC o ustaškim zločinima nad Srbima do avgusta 1941. godine
- Iz Gackog je vlč. dr. Đuro Gračanin, svećenik, sveučilišni profesor, fakultetski dekan, hrvatski pisac i prevoditelj te suradnik nekolicine katoličkih časopisa.[11][12]
- U Gackom je rođen hrvatski književnik, publicist i novinar Husnija Hrustanović, pravnik i pravni povjesničar Šefko Kurtović i hrvatski slikar Kamilo Ružička.
- Ambroz Kapor, hrv. agronom i povjesničar, nekoliko je godina vodio gatačku područnu ustanovu Uprave državnih monopola.[13]
- Djetinjstvo u Gacku je proveo Vjekoslav Vrančić, hrvatski političar i visoki dužnosnik
- Hasan Čustović, hrvatski visoki dužnosnik i emigrantski djelatnik
- Saša Starović, srpski odbojkaš
- Nemanja Supić, srpski nogometaš, igrač repr. BiH
- Arif Tanović, bosanskohercegovački filozof, član ANU BiH.
- Ilijas Tanović, bosanskohercegovački jezikoslovac
- Vukašin Višnjevac, bh. nogometaš i trener
- Iz obližnje Gareve je vojvoda i svećenik Bogdan Zimonjić.
- U selu Gornji Igri, naselje Borač, općina Gacko, rođen je Ramiz Salčin, borac Armije RBiH i zapovjednik Općinskog stožera TO Novi Grad – Sarajevo.
- Iz obližnjeg Jaenika je Sava Vladislavić Raguzinski, srpski trgovac i pustolov
- Iz obližnje Pridvorice je Blagoje Adžić, general-pukovnik Jugoslavenske narodne armije, u Hrvatskoj optužen za ratni zločin.
- U obližnjim Zurovićima rođen je Fuad Kovač, bosanskohercegovački književnik i novinar

## Spomenici i znamenitosti
Uz Gacko se nalazi nekropola stećaka.

## Šport
- Mladost, nogometni klub
- Mladost, bivši košarkaški klub (1996. – 2005.), osvajač kupa Republike Srpske
- OKK Gacko, košarkaški klub
- KK Terma, karate klub
- ŽOK Gacko, odbojkaški klub
- OK Gacko, odbojkaški klub

## Vanjske poveznice
- Župa Uznesenja BDM, Nevesinje Gacko – plan za izgradnju katoličke kapele iz ožujka 1907.
- Župa Uznesenja BDM, Nevesinje Stare fotografije Gacka i okolice